# 朱亥
朱 亥（しゅ がい、生没年不詳）は、中国戦国時代の魏の侠客。

## 経歴
元は魏の首都大梁（現在の河南省開封市）で屠殺業を営んでいたが、平原君の要請で趙の首都邯鄲（現在の河北省邯鄲市）に援軍を率いて赴くつもりの信陵君に対してその食客の侯嬴が自らの代わりに随行させた人物。侯嬴の策で安釐王の元から如姫に持ち出させた軍の割符を持った信陵君が、もう片方の割符を持つ
将軍晋鄙を騙して魏軍の指揮権を得ようとした際、疑う晋鄙を40斤の鉄錘で撲殺した。
信陵君が兵の指揮権を得て趙に入り、秦軍を退けて邯鄲の救援が成功した後は隠居して姿を現さなかったと言う。
死後は地元の人々が廟を建て、「朱仙」と呼んで祀ったと言う。
また後の世に詩人の李白が「侠客行」と言う詩で朱亥の事を詠んでいる。